# Zelotes spinulosus
Zelotes spinulosus är en spindelart som beskrevs av Denis 1958. Zelotes spinulosus ingår i släktet Zelotes och familjen plattbuksspindlar.
Artens utbredningsområde är Afghanistan. Inga underarter finns listade i Catalogue of Life.